# 리기 샤이데크
샤이데크(독일어: Scheidegg)는 스위스 슈비츠주 리기 대산괴의 해발 1,658m의 산 정상이다. 북쪽 산비탈에 자리잡은 골다우와 남쪽의 게르자우 및 게르자워베켄이 내려다보이는 곳에 자리를 잡고 있다. 동쪽으로 160m 떨어진 케이블카 역은 리기 샤이데크(독일어: Rigi Scheidegg)라고 불린다.
정상은 LKRS(Luftseilbahn Kräbel-Rigi Scheidegg) 케이블카로 연결되어 있으며, 북쪽에는 아트-리기 철도(ARB)의 크레벨역과 연결되며, 다른 하나는 LORB(Luftseilbahn Obergschwend–Rigi Burggeist)이다. 게르자우 지자체의 오베르크시벤트로 이어지는 남쪽에 있다. 또는 샤이테크에서 리기 대산괴의 동쪽과 서쪽 산비탈에 있는 탁 트인 보도를 통해 리기 칼트바트(Rigi Kaltbad) 또는 리기 클뢰스털리(Rigi Klösterli)까지 걸어가는 것이 가능하다. 경로의 대부분은 한때 칼트바트와 샤이데크를 연결했던 이전 리기-샤이데크 철도의 선로를 사용한다.
샤이데크 정상은 한때 1830년에 지어진 대규모 호텔 부지였다. 제1차 세계 대전으로 인한 관광 감소와 그에 따른 관광 산업의 변화로 인해 숙박에서 당일 여행으로 바뀌면서 호텔이 폐쇄되고, 결국에는 1943년 4월에서 철거되었다.
런던의 시네마 박물관에는 1946년 이 도시의 희귀한 홈 무비 영상이 있다.

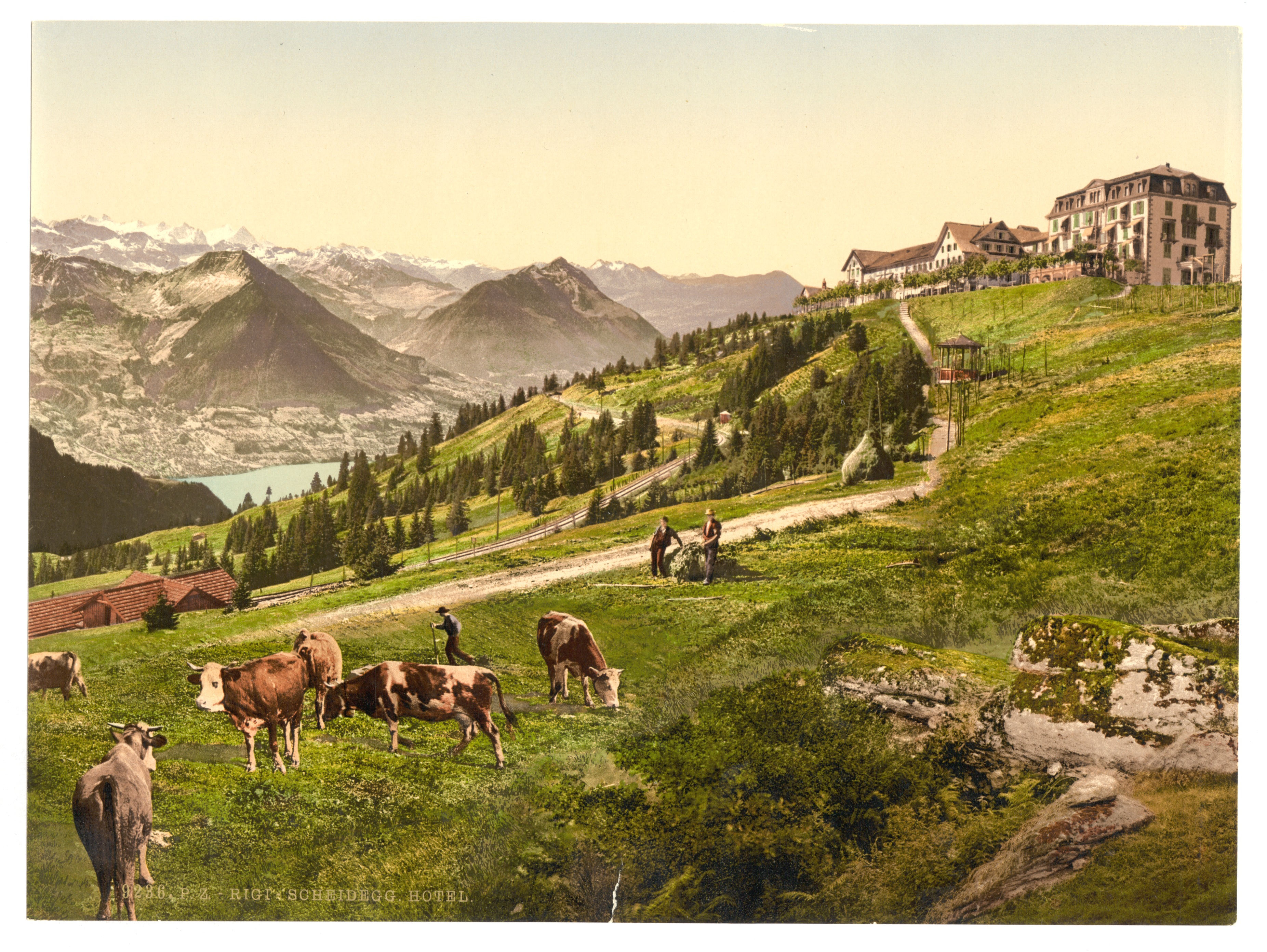
1890년대의 샤이데크는 한때 그 봉우리를 차지했던 호텔을 보여준다.
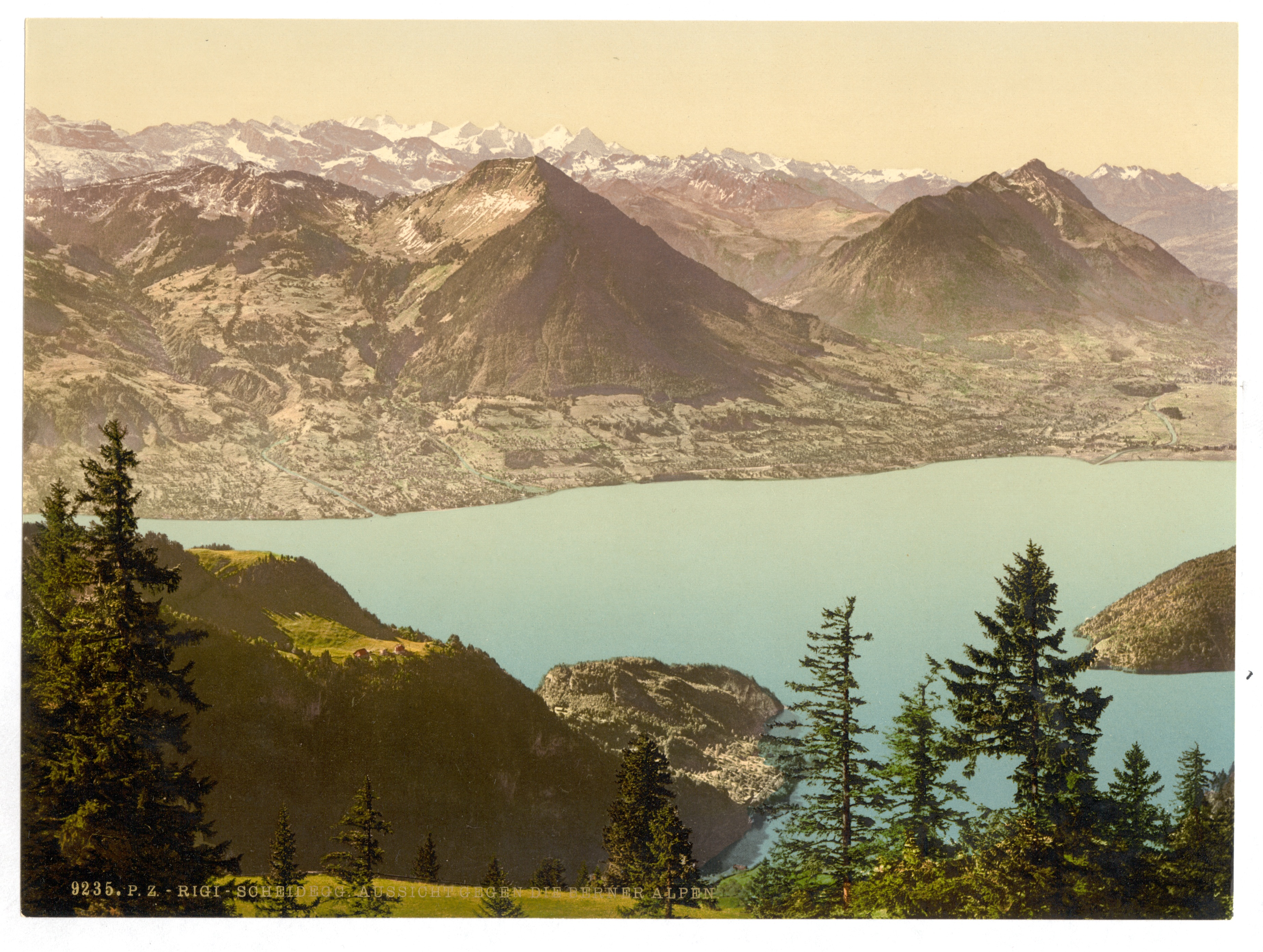
1890년대 샤이데크에서 오버란트 알프스를 바라본 모습